# کنرادینو
کنرادین (آلمانی: Konradin; ۲۵ مارس ۱۲۵۲ – ۲۹ اکتبر ۱۲۶۸)، دوک ساوبیا، شاه سیسیل و پادشاه اورشلیم بود که در قرن ۱۳ زندگی می‌کرد.